# 턴불날다람쥐
턴불날다람쥐(Hylopetes alboniger)는 다람쥐과에 속하는 설치류이다. 방글라데시와 부탄, 캄보디아, 중국, 인도, 라오스, 미얀마, 네팔, 태국, 베트남에서 발견된다. 자연 서식지는 아열대 또는 열대 기후 지역의 건조림이다. 서식지 감소로 위협을 받고 있다.

## 아종
3종의 아종이 알려져 있다.
- H. a. alboniger
- H. a. chianfengensis
- H. a. orinus